# حسین نعمت‌اللهی
حسین نعمت اللهی، متولد ۱۳۲۶ در مشهد، دانشیار گروه مهندسی معدن دانشکده فنی دانشگاه تهران است. کتاب کانه آرایی وی، در دوره یازدهم کتاب سال جمهوری اسلامی ایران از طرف وزارت فرهنگ و ارشاد اسلامی به عنوان کتاب سال برگزیده شده‌است.
دکتر نعمت اللهی در سال ۱۳۴۹ دوره کارشناسی ارشد خود را در رشته مهندسی معدن در دانشکده فنی دانشگاه تهران به پایان رساند و مدرک دکتری خود را در سال ۱۳۵۷ در رشته مهندسی معدن با گرایش کانه آرایی از دانشگاه اورلئان فرانسه اخذ نمود و سپس به عنوان عضو هیئت علمی در دانشگاه تهران مشغول به کار شد. 
کتاب کانه آرایی او در سال 1372 در چهارمین دوره معرفی کتاب سال دانشگاهی و در دوره یازدهم کتاب سال جمهوري اسلامی ایران از طرف وزارت فرهنگ و ارشاد اسلامی به عنوان کتاب سال برگزیده شد. همچنین در سال 1394 جایزه منتخب هشتاد گنج دانشگاه تهران به مناسبت هشتادمین سال تاسیس دانشگاه تهران را دریافت نمود.